# 東鳩オールレーズンプリンセスコンテスト
東鳩オールレーズンプリンセスコンテスト（とうはとオールレーズンプリンセスコンテスト）は、オールレーズン（東鳩製菓＝現・東ハト）のテレビCMイメージモデル「オールレーズンプリンセス」を一般公募・選出していたコンテストである。担当広告代理店は東急エージェンシー。
第1回は1986年に行われ、新井田雅樹がグランプリに輝いた（CMには「あらいだまさき」として出演）。以後、麻田華子、水野美紀、河田純子らがこのコンテストでの受賞を経て芸能界入りするなど、アイドルの登竜門的な色彩を帯びていった。穴井夕子なども参加したが、本選にて落選している。
第1回から第3回までは渡辺プロダクションの主催で、第4回と第5回は文化放送主催の「スターは君だ」との合同で行われた。そして第6回は1991年にハミングバードの主催で行われたが、コンテストはこの回を最後に行われていない。

## 歴代受賞者
| 回 | 開催年 | グランプリ受賞者         | その他の受賞者                                         |
| -- | ------ | ------------------------ | ------------------------------------------------------ |
| 1  | 1986年 | 新井田雅樹               |                                                        |
| 2  | 1987年 | 真鍋華子（後の麻田華子） | 水野美紀（準優勝）                                     |
| 2  | 1987年 | 真鍋華子（後の麻田華子） | 河田純子（準優勝）                                     |
| 3  | 1988年 | 新島弥生                 | 豊田樹里（後の松田樹利亜）（プリティーアイドル賞）     |
| 4  | 1989年 | 平松まゆき               | 小田部亜弥（プリティー賞）                             |
| 5  | 1990年 | 大橋亜紀（後の宝ひとみ） |                                                        |
| 6  | 1991年 | 吉沢仁美（後の吉沢瞳）   | 三小田真琴（ベストアイドル賞、後の藤原久美、愛禾みさ） |